# Tipula zelotypa
Tipula zelotypa är en tvåvingeart som beskrevs av Alexander 1946. Tipula zelotypa ingår i släktet Tipula och familjen storharkrankar. Inga underarter finns listade i Catalogue of Life.